# Landstreitkräfte (Jamaika)
Die Komponenten der Landstreitkräfte Jamaikas unterstehen, wie der Air Wing und die Coast Guard, direkt dem Hauptquartier (HQ) der Jamaica Defence Force (JDF). Sitz der Stäbe ist im Up Park Camp, Kingston. Gegründet wurde die JDF am 31. Juli 1962, also wenige Tage vor der Unabhängigkeit Jamaikas am 6. August des Jahres. Sie ging aus dem West India Regiment (WIR) hervor. Die Landstreitkräfte stellen keine wirkliche Teilstreitkraft dar, sondern übernehmen teilstreitkraftübergreifende Aufgaben, ähnlich der Streitkräftebasis in der Bundeswehr.
Zu den Aufgaben neben der territorialen Verteidigung oblagen den Streitkräften von Beginn an polizeidienstliche Aufgaben.

## Verbände

### Das Jamaica Regiment (JR)
Das Jamaica Regiment (JR) war der erste Verband, der aus dem West India Regiment hervorging, und ist das wesentliche Element der jamaikanischen Landstreitkräfte. Es wurde am 31. Juli 1962 gegründet und besteht mittlerweile aus drei Bataillonen, die direkt dem Hauptquartier der Streitkräfte unterstehen. Es handelt sich hierbei um nicht-mechanisierte Infanterie.

#### 1. Bataillon/Jamaica Regiment
Commanding Officers
| Zeitraum  | Commanding Officers                                       |
| --------- | --------------------------------------------------------- |
| 1962–1963 | Lieutenant Colonel David Hartman Smith                    |
| 1963–1966 | Lieutenant Colonel Dunstan Fitzgerald Robinson            |
| 1966–1972 | Lieutenant Colonel Rudolph Edward George Green            |
| 1972–1973 | Lieutenant Colonel Roderick Kenrick „Ken“ Barnes          |
| 1973–1977 | Lieutenant Colonel Lesley Hylton Lloyd                    |
| 1977–1980 | Lieutenant Colonel C. Karl Renwick                        |
| 1980–1985 | Lieutenant Colonel Delroy C. M. Ormsby                    |
| 1985–1990 | Lieutenant Colonel John Harold Samuel Barnett p.s.c.      |
| 1990–1995 | Lieutenant Colonel Linton Henry Graham p.s.c.             |
| 1995–2000 | Lieutenant Colonel Norman W. Tomlinson                    |
| 2000–2002 | Lieutenant Colonel Ray S. Lazarus p.s.c.                  |
| 2002–2008 | Lieutenant Colonel Derek Patrick Robinson p.s.c.          |
| 2008–2009 | Lieutenant Colonel Garfield Sean Prendergast p.s.c.       |
| 2009–2011 | Lieutenant Colonel Jaimie Stuart Archibald Ogilvie p.s.c. |
| 2012–2013 | Lieutenant Colonel Gary Spencer Rowe p.s.c. (J)           |
| 2013–2017 | Lieutenant Colonel Kirk Patrick Johnson p.s.c.            |
| seit 2017 | Lieutenant Colonel Murphy George Pryce p.s.c.             |

Das 1. Bataillon des Jamaica Regiments (1JR) war von Beginn der Regimentsaufstellung ein Verband aktiver Soldaten. Traditionell führt jedes Bataillon im Regiment zwei Truppenfahnen, zum einen die sogenannten „Queen’s Colours“ und zusätzlich eine mit der Regimentsfarbe. Die Regimentsfarbe ist auch im Mützenband der Schirmmütze sowie im Hosengürtel der Ausgehuniform der Soldaten ersichtlich.

„Queen’s Colours“ des 1. Bataillons
Regimentsfarben des 1. Bataillons (vorgestellt am 23. November 1963)

#### 2. Bataillon/Jamaica Regiment
Im Mai 1979 wurde der Verband neu gegliedert. Die erste Kompanie und die drei Infanteriekompanien des ursprünglichen Jamaica Regiments (jetzt 1. Bataillon) wurden zum zweiten Infanterie-Bataillon des heutigen Regiments.
Commanding Officers
| Zeitraum  | Commanding Officers                           |
| --------- | --------------------------------------------- |
| 1979–1980 | Lieutenant Colonel Trevor MacMillan           |
| 1980–1982 | Lieutenant Colonel Delroy C. M. Ormsby        |
| 1982–1987 | Lieutenant Colonel Nestor A. Ogilvie p.s.c.   |
| 1987–1991 | Lieutenant Colonel Allan Garth Douglas p.s.c. |
| 1991–1993 | Lieutenant Colonel John E. Precod p.s.c.      |
| 1993–1998 | Lieutenant Colonel Audley V. Carter p.s.c.    |
| 1998–2003 | Lieutenant Colonel Lenworth Andrew Marshall   |
| 2003–2008 | Lieutenant Colonel Daniel George Pryce p.s.c. |
| 2008–2010 | Lieutenant Colonel Andrew F. Sewell p.s.c.    |
| 2010–2014 | Lieutenant Colonel Dillon Lobban p.s.c.       |
| 2014–2017 | Lieutenant Colonel ?                          |
| seit 2017 | Lieutenant Colonel Godphey Oliver Sterling    |

„Queen’s Colours“ des 2. Bataillons
Regimentsfarben des 2. Bataillons

#### 3. Bataillon/Jamaica Regiment
Das dritte Bataillon ist ein Reservistenbataillon. Es wurde im Ursprung bereits 1961 als Teil der Jamaica National Reserve gegründet und wurde 1962 im Rahmen der Aufstellung des Jamaica Regiments in diesem mit auf. Nach der späteren Aufstellung des 2. Bataillons, wurde es das dritte Bataillon des Regiments.
Commanding Officers
| Zeitraum  | Commanding Officers                                        |
| --------- | ---------------------------------------------------------- |
| 1962–1965 | Lieutenant Colonel Charles Arundel M. „Joe“ Moody          |
| 1965–1969 | Lieutenant Colonel Jack A. H. Duffus                       |
| 1969–1971 | Lieutenant Colonel Claude Robert Paul Hire-Miller          |
| 1971–1975 | Lieutenant Colonel K. Ian R. Jameson                       |
| 1975–1981 | Lieutenant Colonel Hurlstone „Hurley“ St. Clair Whitehorne |
| 1981–1985 | Lieutenant Colonel G. M. Henry                             |
| 1985–1993 | Lieutenant Colonel Reggie G. Chin                          |
| 1993–1996 | Lieutenant Colonel Derrick M. Penso                        |
| 1996–1999 | Lieutenant Colonel Vynton L. Walden                        |
| 1999–2003 | Lieutenant Colonel Desmond E. Grant                        |
| 2003–2007 | Lieutenant Colonel Linton P. Gordon                        |
| 2007–2012 | Lieutenant Colonel Euken Corinthan Mills                   |
| seit 2012 | Lieutenant Colonel Winston William Walcott                 |

„Queen’s Colours“ des 3. Bataillons
Regimentsfarben des 3. Bataillons (vorgestellt am 30. Juli 1965)

### 1. Engineer Regiment
Das 1. Engineer Regiment (1. Engr Regt) ist ein Pionierregiment der Jamaica Defence Force. Es wurde 1991 aufgestellt und untersteht dem Hauptquartier. Der Stab sitzt im Up Park Camp.
Commanding Officers
| Zeitraum  | Commanding Officers                               |
| --------- | ------------------------------------------------- |
| 1991–1995 | Lieutenant Colonel Syldan E. Thompson             |
| 1995–2003 | Lieutenant Colonel Richard A. Sadler              |
| 2003–2007 | Lieutenant Colonel Antony Bertram Anderson        |
| 2007–2008 | Lieutenant Colonel Rocky Ricardo Meade p.s.c.     |
| 2008–2010 | Lieutenant Colonel Daniel George Pryce p.s.c.     |
| 2010–2017 | Lieutenant Colonel Martin E. Rickman p.s.c.       |
| 2017      | Lieutenant Colonel Mahatma Ernest Williams p.s.c. |
| seit 2017 | Lieutenant Colonel Dameon Ignatious Creary p.s.c. |

### Support and Services Battalion
Das Support and Services Battalion (Sp and Svcs Bn) ist das Versorgungs- und Unterstützungsbataillon der jamaikanischen Streitkräfte. Es bildet die logistische sowie die Führungsunterstützungskomponente der jamaikanischen Streitkräfte ab und untersteht ebenfalls dem Hauptquartier und der Stab sitzt im Up Park Camp. Zum Verband gehört eine Sanitätskompanie, eine Militärpolizeikompanie, eine Logistikkompanie, eine Kommunikations- und IT-Kompanie, eine Nachschubkompanie, eine Verwaltungskompanie, eine Truppenverwaltungs- sowie eine Workshopkompanie (Instandsetzungstruppe).
Commanding Officers
| Zeitraum  | Commanding Officers                                |
| --------- | -------------------------------------------------- |
| 1973      | Lieutenant Colonel Rudolph Edward George Green     |
| 1973–1977 | Lieutenant Colonel Robert James Neish              |
| 1977–1979 | Lieutenant Colonel Trevor. N. N. MacMillan         |
| 1979–1982 | Lieutenant Colonel D. R. S. Harvey                 |
| 1982–1987 | Lieutenant Colonel Torrance D. G. Lewis            |
| 1987–1990 | Lieutenant Colonel Nestor A. Ogilvie               |
| 1990–1995 | Lieutenant Colonel John Harold Samuel Barnett      |
| 1995–1998 | Lieutenant Colonel Linton Henry Graham             |
| 1998–2000 | Lieutenant Colonel Audley V. Carter                |
| 2000      | Lieutenant Colonel Norman W. Tomlinson p.s.c.      |
| 2000–2001 | Lieutenant Colonel Christopher David Annamunthodo  |
| 2001–2003 | Lieutenant Colonel Norman W. Tomlinson p.s.c.      |
| 2003      | Lieutenant Colonel Lenworth Andrew Marshall        |
| 2003–2004 | Lieutenant Colonel Oral O. Khan                    |
| 2005–2007 | Lieutenant Colonel Rocky Ricardo Meade             |
| 2007–2009 | Lieutenant Colonel Paul Collingwood Dunn p.s.c.    |
| 2009–2011 | Lieutenant Colonel Desmond Theodore Edwards p.s.c. |
| 2011–201? | Lieutenant Colonel Milton Hassen Neath p.s.c. (J)  |
| 201?–201? | Lieutenant Colonel David P. Chin Fong p.s.c. (J)   |
| seit 201? | Lieutenant Colonel Dionne N. Smalling p.s.c. (J)   |

### Combat Support Battalion
Das 2009 aufgestellte Combat Support Battalion (Cbt Sp Bn) ist die Kampfunterstützungskomponente der jamaikanischen Landstreitkräfte. Es untersteht direkt dem Hauptquartier und sitzt ebenfalls im Up Park Camp in Kingston.
Commanding Officers
| Zeitraum  | Commanding Officers                           |
| --------- | --------------------------------------------- |
| 2009–2011 | Lieutenant Colonel Gary Spencer Rowe p.s.c.   |
| 2011–201? | Major Orley A. Powell                         |
| seit 201? | Lieutenant Colonel Maurice A. Matthews p.s.c. |

## Gerät und Ausrüstung
| Ausstattung der Landstreitkräfte |                                       |                                                           |             |            |
| Hersteller                       | Waffentyp                             | Modell                                                    | Anzahl      | Image      |
| Handwaffen                       |                                       |                                                           |             |            |
| Colt                             | M16                                   | Sturmgewehr                                               |             |            |
| BAE                              | SA80                                  | Sturmgewehr                                               |             |            |
| ArmaLite                         | Karabiner M4                          | Sturmgewehr                                               |             |            |
| Browning                         | GP35                                  | Pistole                                                   |             |            |
| FN                               | L7A1                                  | Maschinengewehr                                           |             |            |
| Springfield Armory               | M79                                   | Granatwerfer                                              |             |            |
| Browning                         | M2                                    | Schweres Maschinengewehr                                  |             |            |
| Artillerie                       |                                       |                                                           |             |            |
| Royal Ordnance                   | L16                                   | Mörser                                                    | 12          |            |
| Royal Ordnance                   | SBML 2-Inch Mörser                    | Mörser                                                    |             |            |
| Transport                        |                                       |                                                           |             |            |
| Land Rover                       | Defender 110                          | Patrouillenfahrzeug/Personentransport                     |             | Abb. ähnl. |
| Toyota                           | Land Cruiser Prado 70                 | SUV/Nutzfahrzeug (gepanzert)                              |             | Abb. ähnl. |
| AMC Jeep                         | Willys M38                            | Kommandofahrzeug                                          |             | Abb. ähnl. |
| Toyota                           | Land Cruiser                          | Personentransport                                         |             | Abb. ähnl. |
| Toyota                           | Land Cruiser                          | Patrouillenfahrzeug                                       |             | Abb. ähnl. |
| Toyota                           | Hilux                                 | Pick-up                                                   |             |            |
| Toyota                           | Hiace                                 | Minibus                                                   | 1           | Abb. ähnl. |
| Toyota                           | Coaster                               | Minibus                                                   |             | Abb. ähnl. |
| Benz                             | Bus                                   | Omnibus (40-Sitzer)                                       | 1           |            |
| Ford/Carpenter                   | B-Serie                               | Omnibus                                                   | 1           | Abb. ähnl. |
| Ford                             | LN7000                                | Lastkraftwagen/Truppentransport                           |             |            |
| Ford                             | LN8501                                | Lastkraftwagen/Truppentransport                           |             |            |
| Toyota                           | Dyna                                  | Lastkraftwagen/Truppentransport                           |             | Abb. ähnl. |
| gepanzerte Fahrzeuge             |                                       |                                                           |             |            |
| Cadillac Cage                    | V-150                                 | Mannschaftstransportwagen                                 | 3           |            |
| Thales Australia                 | Bushmaster Protected Mobility Vehicle | Mannschaftstransportwagen                                 | 12 bestellt |            |
| Stabsfahrzeuge                   |                                       |                                                           |             |            |
| Volvo                            | S960                                  | Obere Mittelklasse für den Militärischen Oberbefehlshaber | 1           |            |
| Toyota                           | Crown                                 | Limousine für höhere Offiziere und Commanding Officers    |             |            |
| Toyota                           | Corona                                | Limousine für höhere Offiziere                            |             |            |
| Toyota                           | Corolla                               | Limousine für den Stabsdienst                             |             |            |
| Krafträder                       |                                       |                                                           |             |            |
| Yamaha                           | SR 250                                | Kradmelder                                                |             | Abb. ähnl. |
| Sanitätsfahrzeuge                |                                       |                                                           |             |            |
| Kleinlaster (US-Fabrikat)        |                                       | Krankenkraftwagen                                         |             | Abb. ähnl. |
| Toyota                           | Hiace                                 | Krankentransportwagen                                     |             | Abb. ähnl. |
| Polizeifahrzeuge                 |                                       |                                                           |             |            |
| Toyota                           | Land Cruiser                          | Militärpolizeifahrzeug                                    |             | Abb. ähnl. |
| Feuerwehrfahrzeuge               |                                       |                                                           |             |            |
| Ford                             | L-Modell                              | Löschfahrzeug                                             |             | Abb. ähnl. |
| Pionierfahrzeuge                 |                                       |                                                           |             |            |
| LKW (US-Militärfabrikat)         |                                       | Hubarbeitsbühne                                           |             |            |
| Mehrzwecktraktor (US-Fabrikat)   |                                       | Frontlader mit Löffel (Anbaugerät)                        |             |            |
| Dresser Industries               |                                       | Baggerlader                                               |             |            |
| Bobcat                           | Bobcat S                              | Kompaktlader                                              |             | Abb. ähnl. |
| Sonstige                         |                                       |                                                           |             |            |
| Ford                             | L-Modell                              | Abschleppfahrzeug (Umbau aus ehem. Löschfahrzeug)         |             |            |
|                                  |                                       | Gabelstapler                                              |             |            |